# Euvira
Euvira (лат.) — род жуков-стафилинид из подсемейства Aleocharinae (Placusini). Около 20 видов.

## Распространение
Северная Америка и Южная Америка. Встречаются в основном от Мексики до островов Карибского моря и Аргентины. На севере Мексики, США и Канаде род представлен двумя видами Euvira quadriceps (северная Мексика и Миссисипи) и Euvira micmac (Иллинойс, Огайо, Мичиган, Канзас и Новая Шотландия).

## Описание
Тело жуков мелкое, в длину 1,4—3,5 мм. Характерными внешними чертами для представителей данного рода являются следующие признаки:
- голова сзади угловатая с отличимой широкой шеей, за глазами без киля;
- с 5 по 10 членики усиков сильно поперечные;
- жвалы с поперечными полосами на большом дорсальном участке главного зубца;
- средние тазики узко разделённые;
- формула лапок 4-4-5;
- седьмой и восьмой тергиты брюшка зернистые.

## Классификация
Около 20 видов. Род был впервые выделен в 1883 году британским энтомологом Дэвидом Шарпом (David Sharp; 1840—1922):
- Euvira aspera Pace, 2007[3]
- Euvira caligata Pace, 1990[4]
- Euvira conifera Pace, 1987[5]
- Euvira debilis Sharp, 1883[1]
- Euvira diazbatresae Ashe & Kistner, 1989[6]
- Euvira flavicollis Bernhauer, 1910
- Euvira laeviuscula Pace, 1987[5]
- Euvira maculata Pace, 1987[5]
- Euvira materdei Pace, 2015[7]
- Euvira micmac Klimaszewski & Majka, 2007
- Euvira nigra Sharp, 1883[1]
- Euvira quadriceps (Casey, 1911)
- Euvira scalesia Klimaszewski & Peck, 1998
- Euvira schmidti Bierig, 1939
- Euvira tayronensis Pace, 1996
- Euvira testacea Bernhauer, 1909
- другие